# ویل پورهولا
ویل پورهولا (فنلاندی: Ville Pörhölä؛ ۲۴ دسامبر ۱۸۹۷ – ۲۸ نوامبر ۱۹۶۴) ورزشکار پرتاب وزنه و پرتاب چکش اهل فنلاند بود.
وی در مسابقات کشوری و بین‌المللی در مجموع برندهٔ ۲ مدال طلا، ۱ مدال نقره شده‌است.